# ツイ☆てる
『ツイ☆てる』（ついてる）は、2007年11月22日にc:driveから発売されたアダルトゲームである。

## 概要
かわいらしい男の娘に言い寄られる男を描いたアダルトゲーム。

## あらすじ
ある事情でアパートでの一人暮らしを始めた主人公・橋田 陸。
彼はアパートの管理人姉妹の姉に方である、河井 空に一目ぼれをした。
陸は理想の美少女に出会ったと舞い上がったが、空は男だった。それでも、陸は空を思う気持ちが抑えられずにいた。
経営している喫茶店が傾きかけて苦しんでいる管理人兄妹を救うべく、陸はアルバイトとして兄妹の手助けを行うことにした。すると今度は陸に片思い中の令嬢・鴎屋 宙が現れ、空に宣戦布告をし、兄妹の経営する喫茶店の向かいに飲食店を開いた。そして、宙もまた男であることが判明し、騒ぎはより大きくなるばかりだった。

### キャラクター
橋田 陸（はしだ りく）
主人公。ヒロインである河井空の管理するアパートに越してきた。昔からバイト一筋だった為にいろいろと経験が豊富で、そのスキルを見込まれ、空の経営する喫茶店にバイトとして働くことになった。
河井 空（かわい くう）
声優：大波こなみ
ヒロイン。陸が一目ぼれするほどの美貌の持ち主だが、実は男。転校してきた主人公のアパートの管理人であり、下の喫茶店のマスター。
河井 海（かわい うみ）
声優：成瀬未亜
空の双子の妹。かなりのブラコンだが、空に一目惚れした主人公の応援をしてくれる、よきアドバイザー。
鴎屋 宙（かもめや そら）
声優：新堂真弓
主人公が以前暮らしていた街で出会った子。外食産業最大大手スワローJグループの令嬢だが、実は男。主人公のことが大好きで、主人公を追いかけて引っ越してきた。

## 主題歌

### オープニングテーマ
- 『ツイてて☆ラッキー』
  - 歌：新堂真弓withメイド隊
  - 作詞：新堂真弓
  - 作曲：景家淳

## スタッフ
- シナリオ：武藤礼恵
- 原画：シコルスキー/あかつきまお/成沢空